# (2799) Justus
(2799) Justus es un asteroide que forma parte del cinturón de asteroides y fue descubierto por Ingrid van Houten-Groeneveld, Cornelis Johannes van Houten y Tom Gehrels desde el observatorio del Monte Palomar, Estados Unidos, el 25 de septiembre de 1960.

## Designación y nombre
Justus recibió al principio la designación de 3071 P-L.
Más adelante, en 1983, se nombró en honor de Justus Cramer.

## Características orbitales
Justus está situado a una distancia media de 2,388 ua del Sol, pudiendo alejarse hasta 2,692 ua y acercarse hasta 2,084 ua. Tiene una inclinación orbital de 5,299 grados y una excentricidad de 0,1272. Emplea en completar una órbita alrededor del Sol 1348 días.

## Características físicas
La magnitud absoluta de Justus es 14,1.